# BB 200
La série des BB 200 fait partie des 200 locomotives pour service mixte commandée par le réseau d'Orléans lors de l'électrification de la ligne Paris - Vierzon.
Les derniers exemplaires sont amortis en 1978.